# 굿바이 미스터 칩스 (1939년 영화)
《굿바이 미스터 칩스》(Goodbye, Mr. Chips)는 영국에서 제작된 샘 우드 감독의 1939년 드라마 영화이다. 로버트 도냇 등이 주연으로 출연하였고 빅터 사빌 등이 제작에 참여하였다.

## 출연

### 주연
- 로버트 도냇
- 그리어 가슨
- 테리 킬번

### 조연
- 존 밀스
- 폴 헌레이드
- 주디스 펄즈
- 밀턴 로스머
- 오스틴 트레보
- 에드먼드 브레온
- 스콧 선더랜드

## 기타
- 원작자: 제임스 힐턴